# Le Diable, tout le temps (roman)
Pour l’article homonyme, voir Le Diable, tout le temps.
Le Diable, tout le temps est un roman de Donald Ray Pollock publié pour la première fois en 2011 aux éditions Doubleday. Il s’agit du premier roman écrit par l’auteur. L’intrigue se déroule dans le contexte d’après-guerre dans une Amérique profonde, de la Virginie-Occidentale à l’Ohio. L’ancrage spatial du roman détient son importance et permet de le rattacher au genre du country noir,. L’intrigue débute dans la petite ville de Knockemstiff, à la fois ville natale de l’auteur et titre du recueil de nouvelles qu’il publie en 2008.
Le roman reçoit globalement un bon accueil de la critique littéraire. Il fait également l’objet d’une adaptation cinématographique sortie en 2020 sur Netflix et réalisée par Antonio Campos. Donald Ray Pollock y prête sa voix pour incarner le narrateur.

## Intrigue
De 1945 à 1965 plusieurs destins se croisent et se heurtent dans un terrifiant voyage, de l’Ohio à la Virginie-Occidentale, au travers d’une Amérique obscurantiste et cruelle, hantée par l’idée du bien et du mal.
William Russell est un soldat rescapé de la Guerre du Pacifique. Traumatisé par cette expérience, il est sujet à des visions le ramenant de manière perpétuelle à cet enfer. Lorsque sa femme Charlotte tombe gravement malade, la peur de la perdre provoque comme une déchirure le poussant à commettre les pires folies pour la sauver, au détriment de l’équilibre de leur fils, Arvin.
Carl Henderson et sa femme Sandy forment un duo singulier. Lui est photographe à ses heures perdues, elle est barmaid. Lors de leurs voyages, ils sillonnent les routes à bord d'une vieille Ford à la recherche de victimes : des auto-stoppeurs qu’ils appellent leurs modèles.
Roy, un prédicateur ambulant, et son acolyte Théodore, musicien en fauteuil roulant, se rendent de paroisse en paroisse pour prêcher la parole divine lors de sermons excentriques et spectaculaires. L'extrême dévotion de Roy devient peu à peu délire mystique lorsqu’il se convainc de sa capacité à ressusciter les morts.

## Résumé détaillé[1]
(novembre 2020).
- Si vous ne connaissez pas le sujet, laissez ce bandeau (vous pouvez alors contacter les auteurs).
- Si vous supprimez le contenu mis en cause (vous pouvez préalablement contacter les auteurs),

argumentez précisément cette suppression dans la page de discussion
(un manque de référence n'est pas un argument ; une recherche réelle de référence doit avoir été effectuée, être formellement documentée).
Prologue
Knockemstiff est un petit village reculé, situé dans le sud de l’Ohio. Une atmosphère tendue et endogène pèse sur la petite communauté. Les habitants, aux mœurs traditionnelles, vivent pour la plupart dans la pauvreté, la piété et la rudesse. Installés dans leur maison depuis cinq ans, les Russell y sont toujours considérés comme des étrangers. Arvin Russell est un enfant solitaire élevé à la dure par ses parents, Willard et Charlotte. Un matin d’octobre 1957, comme tous les week-ends, père et fils s’en vont prier au cœur de la forêt près d’un autel rudimentaire construit par Willard. En plein recueillement, ils sont interrompus par les sarcasmes de deux chasseurs. Monsieur Russell, imperturbable, somme son fils de continuer à prier. Mais plus tard dans l’après-midi, accompagné d'Arvin, il se rend au domicile des deux hommes et les passe à tabac. Le père en profite pour enseigner à son fils un précepte faisant de la violence le meilleur moyen de défense. Arvin décrit cet instant comme le meilleur qu’il ait passé avec son père.
I. Sacrifice
À l’automne 1945, Willard Russell revient hanté par la Guerre du Pacifique : pendant une mission avec son unité dans les Îles Salomon, il est confronté à la vision d’un marine crucifié par des soldats japonais. Lors de son voyage de retour en bus il rencontre en Ohio Charlotte, serveuse au Wooden Spoon. Cette rencontre embarrasse sa mère Emma, qui a promis devant Dieu de marier son fils à Helen Haton s'il revenait en vie à Coal Creek. Willard retrouve également son oncle Earskell à qui il offre un Luger, qui aurait selon la légende servi à Hitler pour son suicide. Quelques jours plus tard, le révérend Sykes introduit dans la paroisse le Frère Roy, un prédicateur itinérant, et Théodore, un musicien en fauteuil roulant. À cette occasion Roy se lance dans un sermon excentrique et passionné sur la peur, dont le final consiste à se répandre des araignées sur le visage. Plusieurs semaines passent et les projets d’Emma tombent en ruines : Willard rejoint Charlotte en Ohio, et Helen se fiance à Roy qui renonce à prêcher et sombre dans l’apathie, après s'être fait piquer par une de ses araignées. Les deux époux donnent quelques mois plus tard naissance à une fille nommée Lenora. Un soir Roy sort de son mutisme en prétendant pouvoir ressusciter les morts. Théodore lui souffle l'idée de tuer Helen pour la ressusciter ensuite. Roy s'exécute mais le miracle n'a pas lieu. Ils enterrent le corps et prennent la fuite en abandonnant Lenora sur le porche d’Emma et Earskell.
De leur côté Willard, Charlotte et Arvin s’installent à Knockemstiff dans une maison qu'ils louent à Henri Dunlap, un avocat véreux. Peu de temps après, Charlotte déclare un cancer et Willard se persuade de pouvoir la guérir par la prière. Il sombre dans la folie à mesure que la maladie de sa femme s'aggrave : il répand du sang d’animaux morts au pied de leur autel de fortune et suspend leurs cadavres sur des croix, dont celui du chien d’Arvin. Aucun de ces sacrifices ne fonctionne. Il se décide alors à tuer Henri Dunlap pour y répandre son sang en sacrifice. Madame Delano et son amant sont accusés du meurtre et Charlotte finit tout de même par mourir. Après son enterrement, Willard se tranche la gorge sur le tronc à prière. Son cadavre est découvert par son fils, qui se rend chez l’épicier du coin, Hank Bell. Abasourdi, l'homme appelle Lee Bodecker, jeune policier ambitieux, pour venir constater la scène macabre.
II. En chasse
Carl Henderson, photographe raté et sans emploi, rencontre Sandy, la sœur de Lee Bodecker, lorsqu'elle a tout juste dix-huit ans. Elle travaille au Wooden Spoon, tout comme Charlotte. Depuis leur rencontre ils vivent sur les revenus de Sandy et ne se sont jamais quittés. Chaque été depuis quatre ans, ils sillonnent les routes à bord de leur vieille Ford, dans le but de piéger des auto-stoppeurs qu’ils appellent leurs modèles. Le couple les torture et Carl prend des photos érotiques et morbides de Sandy avec les cadavres. Ils ont pour règle de ne jamais sévir dans leur Ohio natal pour brouiller les pistes, et changent d'État à chaque meurtre. Sandy commence à se lasser des lubies de Carl. Elle devient de plus en plus compatissante avec leurs victimes, et se prend parfois à rêver de s’enfuir avec l’un d’eux. Son état de santé se détériore : elle est mal nourrie, fume trop et contracte une IST lors d’un ébat avec un modèle. Carl envisage de la remplacer, mais lui aussi est mal-en-point. Il crache de plus en plus de sang, et apprend dans la presse le lien qu’a récemment établi  la police entre deux des meurtres qu'ils ont commis.
Pendant ce temps, le frère de Sandy, devenu shérif et alcoolique, apprend l’existence d’une rumeur gênante pouvant mettre en cause sa réélection. Selon les commérages Sandy se prostituerait au Tecumseh, bar malfamé dans lequel elle travaille. Il s'y rend et apprend de la serveuse que Sandy et Carl sont partis en vacances.
III. Orphelins et Fantômes
Après le drame de Knockemstiff, Arvin est envoyé chez Emma et Earskell à Coal Creek en Virginie Occidentale. Il grandit aux côtés de Lenora, qui se rend chaque jour sur la tombe de sa mère pour prier et lire la Bible. Le meurtre de sa mère et la disparition de son père ne furent jamais résolus. La petite fille vit dans l’espoir de voir Roy réapparaître. En dépit de sa réputation de bagarreur, Arvin est connu pour être un bon garçon. Il consacre le plus clair de son temps à prendre soin de son bien le plus cher : une Chevrolet Bel Air de 1954. Il est plusieurs fois exclu de son école pour s’être battu en défendant Lenora, moquée et brutalisée par des élèves de terminale pour sa piété excessive. La violence d’Arvin va jusqu’à envoyer un des garçons à l’hôpital. Pour son quinzième anniversaire, Earskell lui offre le Luger de son père.
Quatorze ans après avoir tué Helen, Roy et Théodore sont toujours en cavale. Depuis quatre ans ils ont intégré un freak show itinérant, le Billy Bradford Family Amusements. Roy est en concubinage avec Lady Flamant Rose, une femme aux allures d’oiseau, et Théodore vit une histoire d'amour avec un clown nommé Flapjack. Leurs rapports deviennent tendus car Théodore met l’entière responsabilité du meurtre d’Helen sur Roy, qui voit l’homosexualité de son compagnon d’un mauvais œil. Ils finissent par être renvoyés de la troupe après que Théodore ait été surpris en train de commettre des attouchements sexuels sur un garçon de cinq ans. Un an après les faits, le duo erre toujours sur les routes et est régulièrement arrêté pour vagabondage.
IV. Hiver
Hiver 1966. Carl et Sandy sont retournés à leur quotidien. Un soir que Sandy est en service, Tater Brown et Bobo McDaniels, deux hommes connus pour être à la tête d’un réseau criminel, l’accoste pour lui remettre une enveloppe remplie d’argent à l’attention de son frère. L’affaire questionne le couple sur la potentielle implication de Lee dans les manigances des deux individus. Il s'avère que le shérif exerce la fonction de tueur à gages pour une organisation criminelle locale. Carl se rend souvent dans un bar nommé le White Cow dans lequel il se fait passer pour grand photographe auprès de la serveuse. Il est surpris un soir par Lee qui met en garde Sandy, et l'informe qu’il est au courant qu'il la prostitue. Carl se sent de plus en plus surveillé. Il achète une arme à feu à Sandy mais l’idée ne plaît pas à la jeune femme. Elle repense néanmoins à l’histoire de la serveuse du White Cow, qui lui rappelle ce qu’elle était avant de rencontrer Carl. N'écartant pas l'idée qu'il souhaite peut-être la remplacer, elle finit par accepter l'arme
V. Prédicateur
À Coal Creek, le pasteur est mourant et se fait remplacer par son neveu, Preston Teagardin. Arvin voit  d’un mauvais œil l’intérêt qu’il porte aux adolescentes de la paroisse. Sous son apparente piété, Preston Teagardin est en réalité un prédateur sexuel. Il traite sa femme Cynthia en esclave et use régulièrement de son charisme pour séduire des adolescentes. Un après-midi alors que Lenora se rend à l’église pour fuir les brimades de ses camarades, le pasteur la convainc d'avoir une relation sexuelle avec lui et lui fait promettre de garder le secret. Peu de temps après, Lenora tombe enceinte. Elle annonce sa grossesse au pasteur qui la repousse et la fait passer pour folle en niant leur relation. Désespérée et pensant à la honte qu’elle ferait tomber sur ses proches si la nouvelle s’apprenait, Lenora décide d’en finir. Alors qu’elle s’apprête à se pendre, un éclair d’optimisme lui fait prendre conscience de son erreur. Mais le seau sur lequel elle est perchée bascule, avant qu'elle n'ait le temps d'ôter la corde de son cou. Lenora meurt et l’accident passe aux yeux de tous pour un suicide. Une semaine après l’enterrement, le shérif du comté Tick Thompson révèle à Arvin la grossesse de Lenora. Le garçon se met instinctivement à surveiller les faits et gestes du pasteur Teagardin. Il finit par le surprendre en plein ébat avec une autre adolescente et le tue. Il prend la fuite vers l’Ohio, mais sa voiture tombe rapidement en panne.
Théodore et Roy vivent toujours en vagabonds. L’état dépressif et physique du musicien ne fait que s’aggraver. Le prédicateur quant à lui trouve un emploi précaire de cueilleur d’oranges. Un soir en rentrant, il découvre le corps de Théodore sans vie. Il décide de rentrer en Virginie-Occidentale pour se rendre et revoir sa fille Lenora. À peine trois kilomètres après s’être mis en route, il est pris en auto-stop par Carl et Sandy.
VI. Serpents
Carl et Sandy se préparent à repartir sur les routes. La lassitude de Sandy fait émerger la méfiance de Carl, qui regrette de lui avoir fourni une arme. Il décide d’en subtiliser les balles pour le charger avec des balles à blanc. Au douzième jour de leur périple un modèle s'enfuit et l'incident déclenche une dispute au sein du couple. Plus tard, au détour d’Atlanta, Carl et Sandy prennent Roy en voiture. Il fait désormais pénitence et ne cède pas aux avances de Sandy. Trop désabusé pour se défendre, il se fait tuer par Carl. Alors qu’ils s’apprêtent à rentrer en Ohio, Carl et Sandy croisent la route d’un beau jeune homme faisant du stop. Carl souhaite enfreindre la règle qu’ils avaient établie de ne pas prendre d’auto-stoppeur en Ohio tandis que Sandy, qui souhaite en finir avec ce voyage, s’y oppose.
VII. Ohio
Dans cette dernière partie, le lecteur apprend que l’auto-stopper en question n’est autre qu’Arvin Russel. Il accepte de monter avec Carl et Sandy, cette dernière ayant finalement cédé à son mari. Quelques kilomètres plus tard, ils s’arrêtent sur le bord d’une route. Menacé par le couple, Arvin est contraint de les abattre. Il trouve dans le portefeuille de Carl une des photos morbides et s'enfuit pour continuer son pèlerinage vers la maison de ses parents. Le Shérif Bodecker se rend sur la scène de crime. Dans la boîte à gants de la voiture il trouve une pellicule lui apprenant les horribles forfaits de sa sœur et son beau-frère. Le shérif Thompson l'informe de la corrélation entre ce meurtre et celui du pasteur Teagardin commis par Arvin, l'enfant qu'il avait secouru il y a des années.
Une fois arrivé à destination, Arvin fait un détour à l’épicerie où le vieil Hank travaille toujours. Il lui apprend que la maison de ses parents a brûlé deux ans auparavant mais Arvin décide tout de même de s’y rendre, suivi de près par Lee. Le garçon prend la direction du tronc à prière pour en détacher les ossements de son chien et les enterrer. Lorsque le shérif Bodecker arrive, il se cache. Lee tente de l’amadouer mais Arvin comprend le danger et le tue. Après cet ultime meurtre, le jeune homme part en fuite vers le Nord.

## Affiliation au Country noir
L'expression "Country Noir" est pour la première fois employée par l'écrivain Daniel Woodrell, qui en fait le sous-titre descriptif de son roman Give us a kiss en 1996. La formule reprise dans le discours médiatique devient alors une véritable étiquette de commercialisation, reprise par les maisons d'édition, et participant à la légitimation d'un nouveau sous-genre du roman noir.
Le Diable, tout le temps s'inscrit à bien des égards dans ce sous-genre puisqu'il s'ancre dans un cadre spatial rural, celui de l'Amérique profonde. Les personnages qualifiés de white trashes qu'il met en scène sont tous symboliquement emprisonnés dans une forme de déterminisme généré par la réalité démographique et sociale qui les entoure:
« Pollock montre que lorsque les individus sont laissés face à eux-mêmes, quand ils n’ont conscience de rien, ils se dévorent comme des chiens et que cela se transmet d’une génération à l’autre telle une malédiction sociale. »
L'obscurantisme est une grande thématique qui transcende l'œuvre de Pollock, et notamment Le Diable, tout le temps. Le roman raconte la destinée de toute une galerie de personnages basés pour la plupart sur l'archétype du redneck, caractéristique et omniprésent dans le Country noir. Ce roman est en effet celui d'une violence décrite comme la seule réponse possible d'une population sous-éduquée confrontée à ses propres peurs et son impuissance. La rédemption est un autre lieu exploré dans l'œuvre, qui donne à voir un "Ohio décrit comme un purgatoire", où chaque personnage voit ses méfaits sanctionnés par la violence d'un autre.
Le récit est parfois empreint d'un ton comique et grotesque par l'intermédiaire duquel sont racontés des faits relevant du registre horrifique. Cet effet naît du décalage manifeste entre le ton employé et l'objet qu'il décrit. Pollock "parvient ainsi à rendre attachante la transformation d’un couple de paumés en duo de tueurs en série." L'utilisation du comique est un autre critère d'appartenance partagé par plusieurs œuvres canoniques du genre : 
« La gravité des événements et des scènes de violence est sans arrêt désinvestie par des effets d’excès descriptif ou de mise à distance comique. On retrouve ce fonctionnement chez Donald Ray Pollock »
Dans ses recherches, Alice Jacquelin met en exergue une filiation, intervenant entre les auteurs et leurs œuvres, ayant permis la légitimation générique du Country Noir. Le Diable, tout le temps raconte notamment l'histoire du personnage de Willard, travaillant dans un abattoir de Knockemstiff. Cette description est similaire à celle faite de l'auteur dans un communiqué de presse de 2012 de la maison d'édition Albin Michell. Elle y dresse le portrait d'un auteur né à Knockemstiff, ayant arrêté ses études à l'âge de dix-sept ans pour travailler dans un abattoir avant de se mettre à l'écriture. La posture de l'auteur s'inscrit de manière évidente dans le genre du Country noir, à l'instar de l'ensemble de son œuvre qui s'attache à décrire l'endroit où il a grandi et le seul qu'il connaît.

## Réception critique

### Aux États-Unis
À sa sortie en 2011, le roman de Pollock reçoit aux États-Unis un bon accueil critique. Josh Ritter, dans un article publié dans le New York Times en août 2011,évoque une écriture « maladivement belle, autant qu’elle est dure ». Les scènes décrites par Pollock sont quant à elles qualifiées de « rares [en littérature] et troublantes ».
La dimension sociale du roman est également saluée par le Los Angeles Times. Pour Carolyn Kellog le roman « consolide la réputation d’une des voix les plus signifiantes de la fiction américaine ». L'originalité de l'intrigue réside selon elle en grande partie dans le choix de Pollock de s'inscrire dans un  «espace-temps sous représenté dans la fiction littéraire, à l’instar des personnages qui le peuplent ».
Jeff Baker du journal The Oregonian pointe l’efficacité et la dextérité avec laquelle Pollock place ce premier roman dans la continuité de son œuvre : « il n'est pas exagéré de dire que Pollock a multiplié [dans le roman] tout ce qui a fait de Knockemstiff un récit noir contemporain si étrangement convaincant. »
Aux États-Unis, le roman de Pollock fait également l'objet d'une certaine reconnaissance universitaire puisqu'il se voit décerner en 2012 le Thomas and Lillie D. Chaffin Award for Appalachian Writing, par l'Université de Morehead (Kentucky).

### En France
L’accueil critique du roman de Pollock est tout aussi favorable en France. Le journal L’Express qualifie le roman de « lyrique et sauvage » à l’image des réflexions de « Pollock [qui] s’interroge sur le mal et la rédemption». Il n’est pas le seul à relever la nature dichotomique du roman, puisque le journaliste des Inrockuptibles, Bruno Ruffin, parle d’une « plongée effrayante, cocasse et tendre dans l’Amérique white trash et sa galerie de déjantés».
En 2014, à l’occasion de la sortie du roman en format poche, Anne-Marie Carlier invitée de l’émission Les carnets du libraire d’Augustin Trapenard sur France Culture, présente le roman comme un échantillon du « meilleur de la littérature américaine ».
Le roman reçoit plusieurs récompenses dont le Grand Prix de la littérature policière en 2012.

### À l'étranger
Le roman rencontre également un vif succès à l’internationale. En Autriche par exemple, Christian Schachinger, journaliste de Der Standard, souligne la singularité de Pollock et décrit le roman comme « une lecture, qui est sans égal dans la littérature américaine contemporaine.»
La journaliste canadienne Karine Vilder, du Journal de Montréal, classe quant à elle le roman de Pollock dans le palmarès des meilleurs de l’année 2012 et le qualifie de « pur chef-d’œuvre ».

## Sélections et Prix littéraires
- 2011 : Top 10 des meilleurs livres de l’année du Puslishers Weekly[23]
- 2012 : Grand prix de littérature policière[20]
- 2012 : Thomas and Lillie D. Chaffin Award for Appalachian Writing[15]
- 2012 : Meilleur livre de l’année par Lire Magazine[17]
- 2012 : Obtention de la Bourse Guggenheim dans la catégorie « Arts créatifs et champ de la fiction »[24]
- 2013 : Deutscher Krimi Preis (3e place)[16]
- 2013 :  Prix Mystère de la critique[25]
- 2013 : Trophée 813 du roman étranger[26]

## Éditions et traductions
- The Devil all the time, Doubleday, 2011  (ISBN 978-0-385-53504-5)
- Le Diable, tout le temps, trad. Christophe Mercier, Albin Michel, Paris, 2012
- Das Handwerk des Teufels , trad. Peter Torberg, Verlagsbuchhandlung Liebeskind, Munich 2012
- Le strade del mal , trad. Giuseppe Maugeri, Elliot, Rome, 2011
- El diablo a todas horas , trad. Javier Calvo, 2020

## Sources